# Défense en hérisson

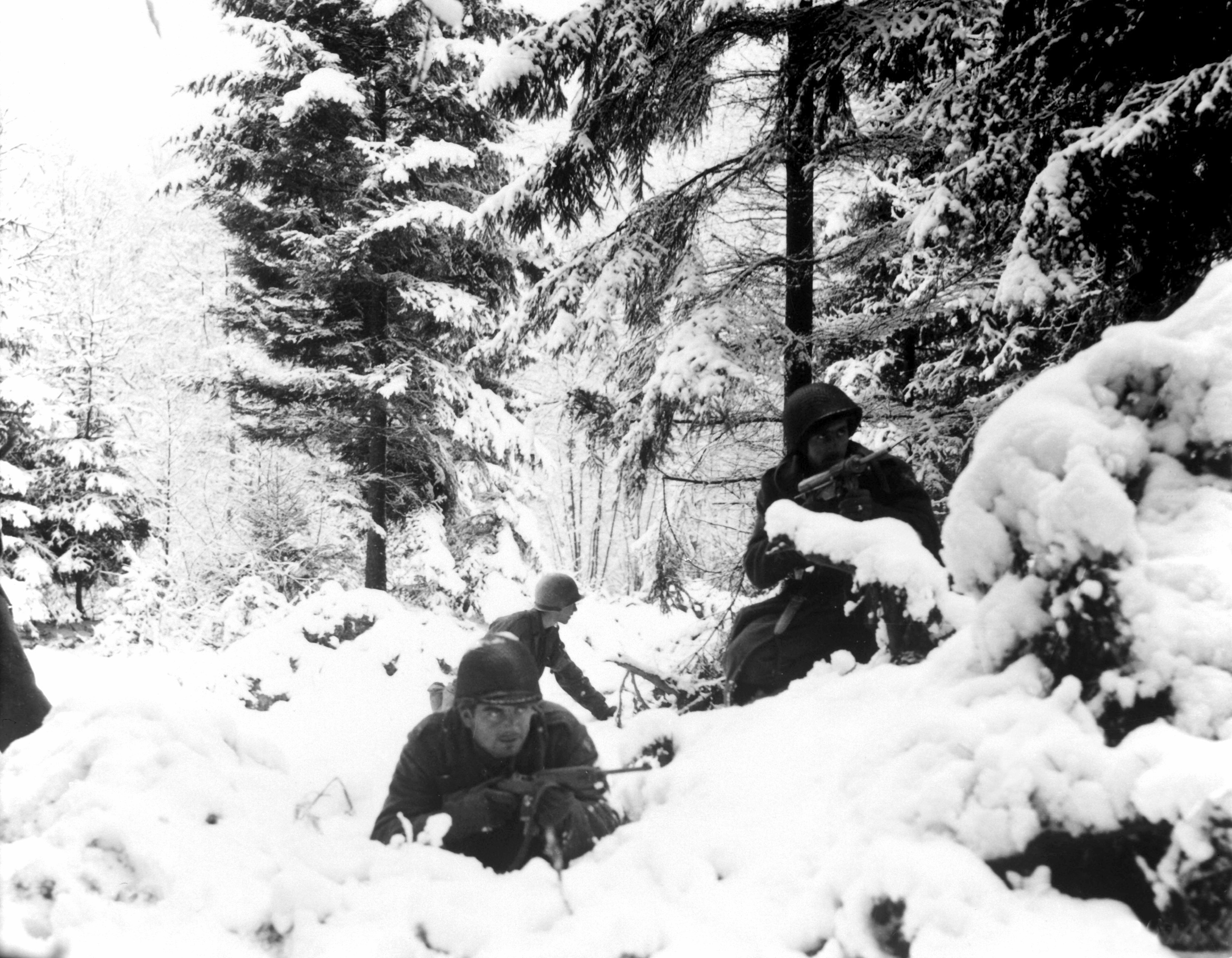
Soldats américains prenant des positions défensives durant la bataille des Ardennes.

Dans le langage militaire la défense en hérisson est une tactique militaire pour se défendre contre une attaque blindée mobile, ou blitzkrieg. Les défenseurs se déploient en profondeur dans des positions fortifiées permettant la défense sur tous les azimuts. Les attaquants peuvent pénétrer entre ces « hérissons » mais chaque position encerclée continue à se battre. Cela permet de fixer un grand nombre de troupes d'attaque qui doivent s'en prendre à des positions bien défendues, tout en permettant aux défenseurs de contre-attaquer avec succès contre les unités qui contournent ces points fortifiés avec leurs propres réserves de blindés en les coupant de leurs éléments de soutien.

## Exemples d'application
La tactique a été proposée par le général Maxime Weygand pendant la bataille de France en 1940. Cependant, les forces alliées en 1940 n'ont pas pu appliquer avec succès cette tactique, la France signant un armistice avec l'Allemagne peu après ayant fait face à de lourdes pertes. Si cette tactique a permis de ralentir l'avance allemande en lui infligeant des pertes sensibles, le reste des forces qui a appliqué la tactique a tout simplement été ignoré par les forces allemandes.
Sur le front de l'Est, l'armée allemande a utilisé la tactique de la défense en hérisson avec succès au cours des avancées soviétiques hivernales, notamment durant la bataille de Moscou en 1941, dans la seconde offensive de Rjev-Sychevka en novembre 1942 et dans la bataille autour d'Orel pendant l'opération Saturne en février 1943. Sur le front de l'Est, les Allemands l'ont adoptée associée à un soutien logistique aérien : en particulier durant l'hiver 1941-42, les positions avancées organisées en « hérissons » encerclées par les Soviétiques, comme la poche de Demiansk, ont été réapprovisionnées principalement par voie aérienne. Bien que les pertes fussent lourdes, ces places fortes fixaient un grand nombre de troupes soviétiques d'attaques et les empêchaient d'être déployées ailleurs : la défense réussie de la poche de Demiansk, par exemple, a contribué à enrayer la contre-offensive soviétique faisant suite de la bataille de Moscou. Bien que le ravitaillement aérien ait réduit le recours aux transports terrestres vulnérables, il a fortement sollicité la Luftwaffe. La bonne tenue des positions avancées dans ces combats a conduit Adolf Hitler à insister pour que les positions statiques tiennent jusqu'au dernier homme durant le reste de la guerre. Cependant, la faiblesse croissante de la Luftwaffe et l'accroissement des forces aériennes soviétiques ont rendu difficile le ravitaillement des places fortes isolées par air. Hitler avait en particulier espéré que Stalingrad pourrait être transformé en un hérisson géant et fixer ainsi un grand nombre de troupes soviétiques. Après la bataille de Koursk en 1943, l'armée allemande ne disposait pas des éléments essentiels à cette tactique, notamment la réserve mobile blindée et la capacité de combat aérien nécessaire pour assurer la supériorité aérienne locale et maintenir ouvert le corridor aérien pour le ravitaillement, perdant ainsi la guerre.
Après la fin de la Seconde Guerre mondiale, cette tactique a été utilisée avec succès en Asie du Sud-Est par les Français contre le Việt Minh à la bataille de Na San. Les Français ont subi un désastre à la bataille de Diên Biên Phu où le général Giap avait déployé de façon inattendue de fortes concentrations d'artillerie anti-aérienne autour de la garnison française et empêché le ravitaillement aérien. La défense en hérisson a été la tactique de la défense réussie de Khe Sanh par les Marines américains contre l'armée populaire vietnamienne.
Un exemple notable de la défense en hérisson moderne est la bataille de Vukovar, pendant la guerre d'indépendance croate, dans lequel une petite résistance croate mal armée mais déterminée a fixé une force plus importante et plus lourdement équipée — mais moins motivée — de l'armée yougoslave, gagnant un temps précieux pour la jeune République de Croatie afin de lui permettre d'organiser ses propres forces armées. Une autre mise en œuvre a été celle de l'armée irakienne au cours de la guerre du Golfe. Elle a fortifié le Koweït et créé une vaste position défensive en « hérisson ». Ces positions ont été tenues par la Garde républicaine. Elles étaient complétées par des éléments de défense en profondeur comme des champs de mines, des pièges à chars, des tranchées et des bunkers. Mais la supériorité totale de l'aviation de la coalition (dès les premiers jours de la guerre du Golfe) a rendu rapidement illusoire l'efficacité de la tactique du hérisson dont les positions fortifiées ont été rapidement bombardées puis contournées par les bombardiers et les hélicoptères d'attaques alliés.